# Гатне
Гатне́ — село у Фастівському районі Київської області. У селі Гатному було знайдено скелет мамонта, що зараз перебуває на експозиції в Палеонтологічному музеї в м. Києві, Південне передмістя.

## Історія
Історична дата утворення села —  1169 рік.
|  | ГАТНОЕ село по дороге из Киева за 5 вёрст далее села Жулян. Жителей обоего пола: православных 803, евреев 7. Село это очень давнее. В актах, относящихся к истории Украины (том I, под № 178), напечатана отказная запись 1500 года князя Богдана Глинского Киево-Пустынному Николаевскому монастырю на это село с угодьями. В настоящее время в селе Гатном монастырю этому принадлежит только хутор в 400 десятин земли с хозяйственными заведениями, лесом, пасекой, огородом, садом и 2 прудами с мельничкой. Для приезжающих летом настоятелей монастыря построен покойным архимандритом Авксентием Галинским двухэтажный довольно просторный дом среди сада. Должно также упомянуть, что с. Гатное, особенно монастырский хутор, имеет весьма красивое открытое местоположение при вершине ручья Веты, и что в двух хуторных колодезях превосходная вода. — Лаврентій Похилевич. «Сказання про населені місцевості Київської губернії» (1864) |

|  | Богатий документальний матеріал, який маємо з початком XVI в., дає нам того рода факти в великім числі. В Київщинї князь Богдан Глинський записує Пустинно-Никольському монастиреви село Гатне, воєвода Монтовтович озеро, а його наступник Андрій Немирович ріжні ґрунти, рибне мито, остров на Днїпрі, Іван Полозович другий острів, Остафій Дашкович село Гвоздів, села Соркланово і Колтегаєво — великі земельні маєтности. Він же дав Печерському монастиреви звістний Терехтемирів, а князь Константин Ів. Острозький ріжні маєтности по тестаменту своєї тещі кн. Анаст. Гольшанської — М. Грушевський. Історія України-Руси. Том VI. Розділ IV. Стор. 2 |

У селі до 1930-х років існувала цегляна Покровська церква, збудована 1908 року.

### Умовний розподіл території
Село складається з Красниці, Серединки, Кучанщини, Градини, Шляхової, Дібровки, Кургану, Копилової, Доброго Дуба, Прусової.
Своєю чергою кожна частина села поділяється на кутки:
- Красниця — Багирів, Яровий, Кажанів, Костишин, Шкільний і Перемога;
- Серединка — Багів, Дубників, Носачів, Дзюбів, Шинків;
- Кучаншина — Маширів, Батухів, Польовий;
- Шляхова — Бобрів, Карачунів, Дібровів;
- Копилова — Садовий, Янчукір, Бобків.

### Історія села за регіонами
Добрий Дуб
Північна околиця села має назву Добрий Дуб. Урочище Добрий Дуб було добре відоме Київським князям. Ця назва не раз згадується у багатьох історичних документах, починаючи від часів князювання Володимира Великого, Ярослава Мудрого, Володимира Мономаха. А також в актах XVIII—XIX ст., при встановленні меж між монастирськими володіннями земель, «… почавши оть кринице Днепреца дорогою Гатенською до долина Журавлици й до Доброго Дуба при Журавлице жь. Журавлицею в речку Гатенку, вниз до гребла Шахравского, дальше до Туровой долиньї».
Підтвердженням того, що це дійсно урочище Доброго Дуба, є запис у «Рукописе Софиевского Собора» від 1701 р. за № 322. «… вище пня дубового, спаленого уже к самой дорозе троха в ґрунт», що підтверджує дійсно місце знаходження Доброго Дуба. Був у східних слов'ян язичницький бог Доброт — бог захисник, оборонець подорожніх, бог створення добра. За уявою це божество нібито жило в дубі. Якості, приписувані божеству, яке жило у дубі, пізніше були перенесені на дуб. Внаслідок цього відбулася трансформація назви. Дерево стало божеством — деревом, призначеним для ритуальних обрядів і почало називатися Добрим Дубом.
Це дерево — тотем (святе дерево) невідомо коли і ким посаджене, росло на перетині доріг понад тисячу літ. Воно було орієнтиром для подорожніх і предметом для поклоніння язичницьким богам (Перуну, Дажу, Велесу, Берегині та ін.). Тут було місце для відпочинку, розваг і забав. Вважалося, що в креслатому Дубові з покрученими гілками й стовбуром у три обхвати й недосягаючим вершком жив бог Доброт. Тому-то йому поклонялись всі подорожні й мешканці довкілля. Кожен приносив пожертву і благав у бога для себе і дітей здоров'я, удачі та обереги, добра і сімейного благополуччя. Землероби просили дощів, урожаю, відвернення лиха від них і худоби, а дівчата краси й щастя. За міфом цей Дуб Перун обсмалював блискавицями три рази в століття. Після цього на ньому сяяли золотисті жолуді й бриніли квіти. З-під його коріння вибивало джерело «цілющої води, а поруч достигало жито, пшениця й всяка пашниця, стриміли у землі рала й плуги». Після того, як засох Дуб, зупинялися тут на відпочинок прочани, які йшли на прошу до Києво-Печерської Лаври. Пили й умивалися джерельною водою, відпочивали на траві.
Тепер тут зберігається мальовничий куточок з двоприточним ставком, рідкостоєм вільхи, верболозу, кущі калини, де весною не замовкає пташиний спів та жаб'ячий скрегіт. Довкола добротні будинки, а далі тягнуться лани пшениці та овочів, переткані дубовими лісосмугами, за якими видніються масиви Теремки. Так, як і півтори тисячі років тому, за часів Кия, тут живуть люди, ходять у Добрий Дуб по чисту джерельну воду, яка була і є першою необхідністю для всього живого.
Курган
Урочище Курган простягається від східної околиці села до масиву Теремки Києва. На широкому полі за Дібровкою (Рощею), біля озер Циганового та Пастушою височіли могили-кургани періоду ранньої бронзи й скіфських поселень. Тут відбувалися ратні історичні події, де залишились могили під назвою «Вовчі могили» (пізнішого часу) як свідки про боротьбу наших далеких предків за право жити на цій землі.
«Вовчі могили» — це могили-кургани дуже давнього поховання. Знаходяться на північний захід від села на 500 м; 500 м від Окружної дороги без під'їзду до них. Могильник складається з трьох могил, оточений невисоким, ледве помітним валом, а з півдня виритим широким заходом до могил. Могили тепер стоять розриті. «Вовчі могили» і скіфські могили-кургани стали свідками досить великого проміжку часу в історії країни. Це підтверджують дослідження їх професором В. Б. Антоновичем ще в 1874 р. Дуже давні кургани були розриті й розорані. До революції були тут дарчі борщепринагідні землі Микільсько-Пустинного монастиря.
Знахідки свідчать про дуже давні поселення перехідного періоду від кам'яного до залізного. Це могильник трипільської культури. Він був пограбований — цінні золоті вироби і прикраси не збереглися. У післявоєнні роки від могил залишилась лише назва. За Дібровкою й насипом забудовується частина урочища Курган. Між потічками Теремця та Гатенки поля зернових, кормових та овочевих культур, які підходять до самого Кібернетичного центру НАН України. Ця територія простягається від околиць села Гатне (заболоченої низинки), від урочища Лубків, аж до Теремків і до Жулянських полів. Тепер цей масив відведено по генплану села на ділянки під забудову, де виростають красиві котеджі сучасної архітектури.
Грядина
На південному сході обабіч асфальтованої дороги, ближче до Чабанів, розкинулось урочище Грядина. Походить воно від слова грядка-ділянка для вирощення різних овочевих культур та зернових. У минулому значна частина урочища, від потічка Гатенки, називалася Грудки. На цій частині росли дубові ліси, а решта — вкрита посівами зернових культур.
У минулому наші пращури випалювали ліс під ділянки сільськогосподарських культур. Стовбури дерев використовували для будівництва житла та різних речей широкого вжитку: діжі для тіста, барила, діжки і т. д. Коріння викорчовували і спалювали. Попіл змішувався з ґрунтом і після дощу утворювалися грудки. Ґрунт через деякий час ставав кращим. Але назви «Грядина» і «Грудки» були паралельні в одному урочищі. З часом вони злилися-трансформувалися в одну — «Грядина — велика грядка».
Тепер тут ростуть яблуневі і грушеві сади. Частина Грядини відведена під забудову. Урочище змінює свій вигляд. Протягом 1995—1999 рр. виросли дво-, триповерхові котеджі красивої сучасної архітектури з новими асфальтованими освітленими вулицями.
Теремки
Теремки — старовинне поселення на одному з численних шляхів сполучення з містом Києвом. Сьогодні на ньому збудовано один з найкращих і найкрасивіших мікрорайонів міста.
Назва Теремки походить від назви будинків «теремів».
У минулому тут була прекрасна природа. Росли змішані ліси стелилися зелені шовкові трави. Сріблом виблискували озера, ставки. У лісах було багато всякої звірини та птахів.
Поблизу цього урочища проходила дорога від Трипілля через Дерев'яну, Обухів, Нещерів, через заплави Стугни, Безрадичі, Дмитровичі, Підгірні, Ходосіївку, Лісники, Пирогів, Феофанію, Сераково (Хотів) на Теремки, Добрий Дуб (Гатне), Крюківщину, Петрівське (Куликівське) й Білогородку на Червенський шлях. Далі дорога ішла з Києва на південь.
Ці шляхи за Київської Русі мали величезне значення для спілкування торговців, взаємозв'язків між поліськими й степовими слов'янськими племенами, між князівськими володіннями. По них проходили ратні походи князів, на них відбивали навали кочівників.
Біля дороги зупинялися подорожні, що йшли в Києво-Печерську лавру на прощу, князі, бояри, дружинники, посли, мисливці. Тут і було побудовано перший дім «терем». Це великий будинок, двоповерховий з піддашшям, навколо оточений високою огорожею з брамою. Такі будинки слугували для відпочинку та ночівлі подорожніх. Біля них поселялась обслуга, яка займалась землеробством, скотарством, не раз терпіла від набігів кочівників.
Урочище Теремки знаходиться на крайній південній околиці міста Києва на вододілі у верхів'ях потічків Желані і Теремця.
У Теремках здавна селилися люди, ще до християнства. В Іпатівському літописі за 1115 р. згадується урочище під Києвом Теремець. Мабуть це було велике селище в той час.
Чабани
У минулому це урочище біля лісу використовувалося для випасання худоби. Людей, які пасли отари овець, називали чабанами. Слово чабан тюркського походження. В урочищі спочатку будували тимчасове житло, а потім уже будували постійне житло біля дороги (для пастухів-чабанів).
Назва урочища прижилась і до хутора.
Селище міського типу Чабани (1971 р.) розташоване на південь від міста на 16-му км автостради Київ — Одеса. Воно знаходиться за масивом Теремки обабіч старого Васильківського шосе на витоку Шварнівського потічка. Навколо нього села: Новосілки, Хотів, Віта Поштова, Гатне, Теремки.
Згадується воно десь на початку XII століття при розмежуванні земельних володінь Микільсько-Пустинного (с. Гатне) та Києво-Печерського (с. Хотів) монастирів.
На початку XX ст. в час Столипінської реформи та будівництва нової Васильківської дороги на Київ, на хутір переселялись селяни з Гатного, Хотова, Віти Поштової.
Красниця
Західна частина села складається з 5-ти кутків: Кажанівського, Костишеного, Бачирівського та Догівського. Вони розміщені на території двох стародавніх городищ Красного і Ярового. Повз них проходив найдавніший шлях-дорога з Києва на південь. Ця дорога йшла з Києва, що знаходився на Старокиївській горі по рівнинках нинішніх вулиць Володимирській, Тарасівській, Залізничній та Гайдара, потім вбрід через річку Либідь по Солом'янці, Чоколовці до Желані, десь через середню течію, поміж болотцями Желані й жилок Дніприка, Журавлиці й до Доброго Дуба. Тут перетиналась із другим важливим шляхом від Дніпра на Захід — до Червенського краю і Польщі. Проходила вона через заболоті річок Добродубівки й Гатенки мимо городищ. На цьому перетині, біля двопритокового озерця, зупинялися і вклонялися Доброму Дубові, який ріс на перетині доріг.
В одному з літописів за 1169 рік згадується про поселення: «…На гатяхь по дорозе на Киев… на Желаньи у Доброго Дуба». Мабуть, люди поселялись по балці понад Добродубівським потічком з чисто джерельною водою на природно захищених пагорбах. На одному із них є ознаки древнього городища.
Пагорб площею 1,5 км² з рівною поверхнею висотою в 30—35 м, оточений з трьох сторін річечкою Гатенкою та притоками Красною й Костишеною, називається Красницею, що походить від слова Красне і означає гарне місце. А місце, де було городище, називається Красниця. Так назва городища перейшла на назву місця, де воно було розташоване — Красне-Красна (назва притоки Гатенки) трансформувалось в назву — Красниця.
Турова долина
З находиться на західній околиці села, де сходяться із струмками чотири балки — Гатненська, Крюківщинська, Турінська та Шварнівська. Тут зливаються річки Сіверка та Гатенка й утворюється річечка Віта (нині ставок). «Турова божниця» знаходилась на схилах Костишинового пагорбка (нині дачі). В минулому тут у вибалках і байраках на луговинах водилось багато диких тварин, серед них бики-тури (самці дикої степової корови), на яких полювали місцеві мисливці і навіть кияни.
Після вдалого полювання тут влаштовувались забави та змагання на честь бога Тура. Із забитого бика знімали шкіру разом із рогатою головою й напинали на зліплене з глини бичаче туловище й прикрашали роги квітами й гілками, а з ганчір'я й соломи ладнали опудало Мари. Після ігрищ і змагання на конях у долині, всі збирались біля опудала Тура-бика, приносили богу Туру пожертву, танцювали й смакували засмажене м'ясо й спалювали опудало Мари
Шкварнівка (Шварновка)
Це місце не раз згадується під час неодноразових епідемій чуми й сибірки. Трупи тварин вивозили у провалля і там їх спалювали. Такі шквари (шкварки) довго валялися на дні яру, який став прозиватись Шкварнівським або Шкварнівка. Посеред яру, забудованого дачами, протікає потічок у витоках якого розкинулись луки. На тих луках, скільки пам'ятається, випасали овець, велику рогату худобу. Пастухи-чабани поселялися тут обабіч потічка, біля дороги. Доглядаючи за отарами овець, поруч розорювали землю, у лісі заготовляли деревину для забудови хутора і села, Шкварнівка простягається за ланами.
Лан
З півдня до села прилягають угіддя ланів з родючими ґрунтами. За традицією святкують обжинки і овсення. На ланах продовжують колоситися поля вже нових рафінованих сортів зернових насінницького акціонерного господарства «Чабани», їхню продукцію широко використовують господарства лісостепової зони, де одержують значно підвищений урожай зернових.

### У роки голодомору
У 1926 році в селі було створено артіль «Колос». Першим головою було обрано Костенка С. А., головою сільської ради — Дубинченко З. Є. 1929 року було оголошено суцільну колективізацію. В цей же період артіль «Колос» стала колгоспом ім. Сталіна.
Під час примусової колективізації і штучного голодомору в селі загинуло 50 осіб.

### Друга світова війна

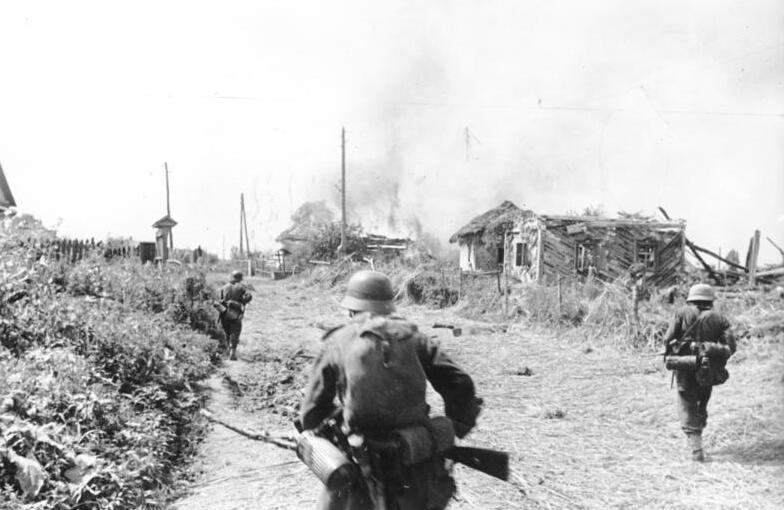
Німці в бою за село, серпень 1941

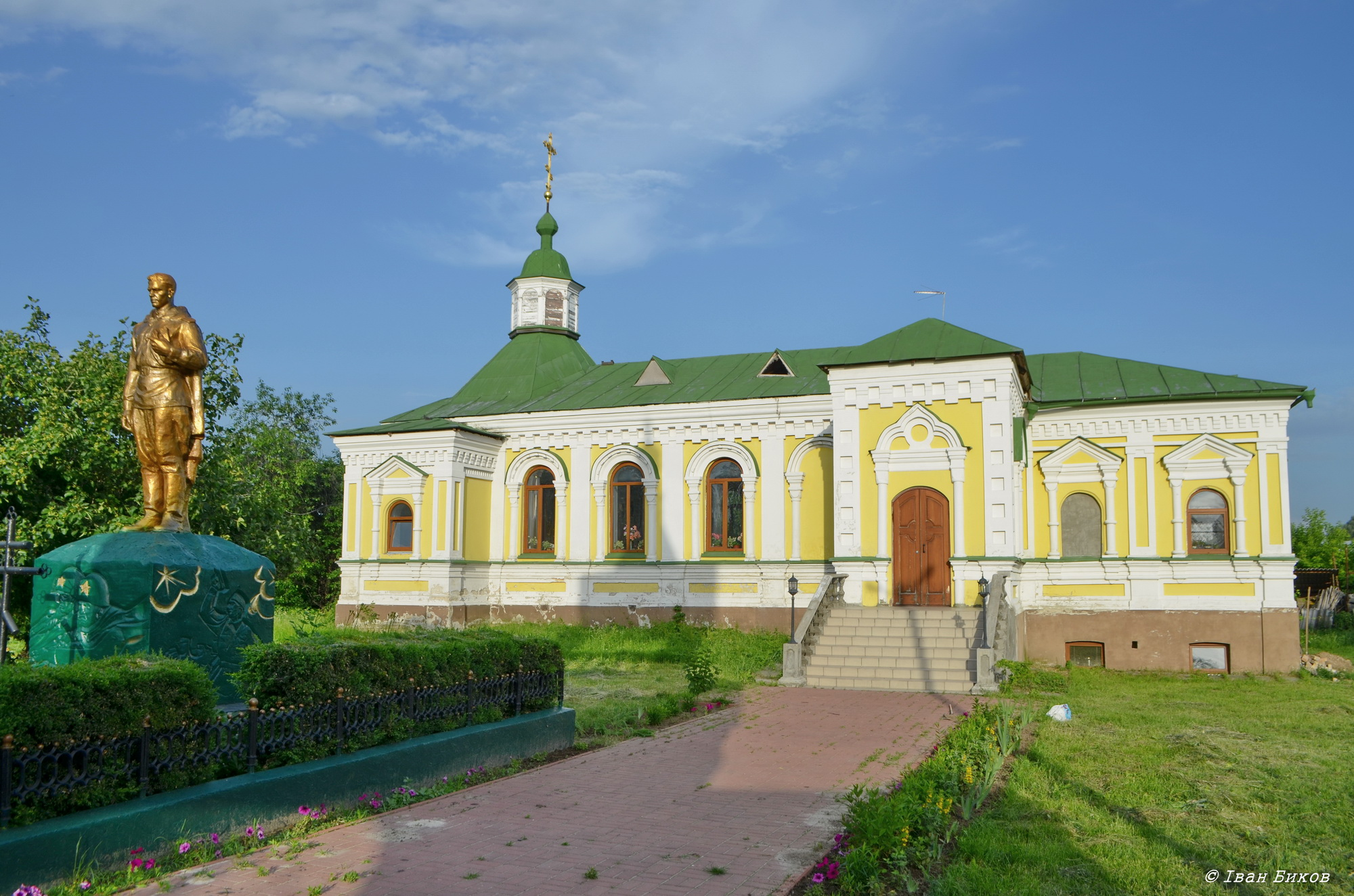
Пам'ятник, встановлений спочатку біля братської могили 40 похованих (військові і мирні мешканці, що загинули в 1941—1943 роках). Пізніше докарбовувалися ще імена тих, хто був опізнаний / підпохований. При реставрації 2017 року сільська рада ухвалила рішення, і на пам'ятнику окрім викарбуваних раніше (до 50 осіб) в алфавітному порядку викарбували прізвища всіх односельців, хто загинув в роки радянсько-німецької війни 1941 - 1945 рр.

Сучасний вигляд

Перед війною (1941 року) при в'їзді й виїзді з хутора розмістились «Червоні казарми» (військовий гарнізон) і допоміжне господарство «Воїнведа» та захисна смуга Київського укріпрайону (КиУР). Був створений невеликий колгосп «Більшовицька весна».
На початку війни в липні-вересні 1941 року, на основному напрямку наступу військ Вермахту на Київ, на Васильківському шосе кипіли бої.
Хутір 4 рази переходив з рук в руки, піддавався бомбардуванням, пережив і німецьку і радянську окупацію.
Хутір Чабани, нині селище Чабани було відвойоване старими окупантами 6 грудня 1943 року.

### Післявоєнний період
Післявоєнний період був важким і тривалим.
Відновили допоміжне господарство Чабани. Багато жителів села у післявоєнні роки працювали в допоміжному господарстві в Чабанах. Відновили роботу колгоспу «Більшовицька весна» Тут же в Чабанах знаходився табір військовополонених німців. Згодом на цьому місці було побудовано Інститут землеробства (ВАСГНІЛ), експериментальний завод ВНДУ — тваринмаш, зональну амбулаторію та Інститут захисту рослин.
Допоміжне господарство стало насінницьким радгоспом «Чабани» Інституту землеробства. Хутір переріс у село Хотівської сільської Ради.
З року в рік велась забудова Чабанів власними добротними будинками й подвірними будівлями.
Інститут землеробства Всесоюзної Академії сільськогосподарських наук (ВАСГНІЛ — південне відділення, директор Василь Миколайович Євминов) успішно вирішував проблеми селекції зернових, кукурудзи та сої для лісостепової зони та надавав практичну допомогу по веденню зернового господарства України.
Радгосп «Чабани» став дослідницьким господарством насінництва (директор Іван Олексійович Латуженко).
З року в рік велася забудова одно-, дво- і багатоповерховими будинками, збільшувалась кількість населення. Чабани в 1971 році набули статус селища міського типу, до якого підпорядковано с. Новосілки.

### 1980-ті роки
У галузі економіки шість років перебудови не дали позитивних результатів. Господарська діяльність зосередилась повністю в руках партійних органів. Була провалена «косигінська реформа», розбалансовано народне господарство. Поглибився дефіцит державного бюджету, відчутним стала незабезпеченість людей товарами та послугами, була низька зарплата, ринок товарів народного споживання розпався.
Побудова великих тваринницьких ферм і комплексів, агромістечок, укрупнення колгоспів і радгоспів, передача їм сільгосптехніки з МТС призвело до появи «неперспективних сіл», деградації селянства та масової міграції у міста. Продовжувалися «експерименти у сільському господарстві». Не минули вони Гатне і цього разу. Село знову опинилось у центрі кардинальних змін Радгосп «Тарасівський», куди входило село Гатне, було «розукрупнено». До радгоспу «Крюківщина» відійшло 250 га землі Гатного 700 га було передано Інституту землеробства ВАСГНІЛ, з них — 431 га орної землі.
До радгоспу «Чабани» відійшов сад, гуртожиток на 100 місць та ферма ВРХ високопродуктивних корів і 70,1 га землі для створення підсобного господарства (нині кооператив «Підряд»). Ферми великої рогатої худоби було розділено і вони практично перестали існувати. Ферма Гатного, яка щоденно поставляла до міста Києва майже 6 тонн молока, була зруйнована. Кілька десятків робітників ферми залишилися безробітними.
Ось коли знову село стало не тільки неперспективним, але й дедалі без майбутнього. Більшість жителів працювала в місті, решта займалася вирощенням сільгосппродуктів на присадибних ділянках.
У ці важкі часи село залишилося без землі, воно стало залежним від інститутського керівництва та дирекції дослідного господарства «Чабани».
Господарство відділку перепрофілювалося на вирощення насіння нововиведених рослин.
Сільська Рада разом з активістами провела значну роботу по благоустрою села, почалася масова телефонізація.
Після катастрофи на Чорнобильській атомній електростанції 1986 року на базі Інституту захисту рослин розпочав роботу філіал Всесоюзного інституту радіології, де вивчається вплив радіації на рослинний світ та надається практична допомога всім потерпілим від аварії на ЧАЕС.
1987 року почалася робота над технічною документацією школи
У 1988 році було проведено газифікацію будинків села.
Попри складнощі життя, школа працювала стабільно. При школі постійно працював консультпункт Вишневецької заочної середньої школи, у якому навчались понад тридцять осіб робітничої молоді.

### 1990-ті роки
24 серпня 1991 року позачергова сесія Верховної Ради УРСР оголосила незалежність України. В Гатному утворилася група громадян у складі 20 осіб, яка входила до Народного Руху України. Ця організація проіснувала два роки. Група не мала програми і була малоактивною.
Незалежність України все населення зустріло з радістю, але негаразди перехідного періоду негативно позначилися на житті села Гатне.
Більшість з тих, хто жив у селі, але працював у Києві залишилися безробітними. Перші роки самостійності не виправдали сподівань і надій гатенців. Склалися складні обставини — село після розукрупнення залишилося без землі, населення було багато, будуватися не було де, постало питання про виділення земельної площі під забудову.
У листопаді 1991 року почалося будівництво нової школи за кошти місцевого бюджету.

### 2020. Децентралізація
З моменту створення Києво-Святошинського району і до 2020 року Гатне входило до його складу. За офіційними даними від Гатного до Києва 4 км. По трасі Київ — Одеса від дорожнього знака, що позначає кінець населеного пункту Київ і початок населеного пункту Гатне— 100 м. Мешканці Гатного приймалися в Боярській районній лікарні (25 км), органи районного керівництва знаходилися в Києві (районна рада, БТІ, головний архітектор, тощо), у Вишневому (військкомат, фонд соціального захисту). Себто, всі органи в рамках 20-25 км.
В результаті реформи децентралізації у 2020 році Гатне віднесене до Фастівського району. До районного центру Фастів 65 км. Найближче (по автомагістралі) місто раніше районний центр Васильків, до якого 35 км. Проте, в результаті тієї ж реформи 2020 року, Васильківський район було також ліквідовано.

## Російське вторгнення в Україну (2022)
3 березня 2022 року російські війська завдали потужного авіаудару по селу.
15 березня 2024 року прем'єр-міністр України Денис Шмигаль повідомив, що Кабінет Міністрів України офіційно затвердив рішення щодо розміщення Національного військового меморіального кладовища біля села Гатного, що прилягає до Києва. Уряд вже офіційно визначив дві ділянки у Гатненській громаді Фастівського району Київської області. Всього на створення кладовища виділено 515 млн грн.

## Населення
- На 1989 рік населення становило 3087 осіб [22].
- На 01.01.2024 року чисельність постійно проживаючого населення складає – 12 500 осіб [23].

### Мова
Розподіл населення за рідною мовою за даними перепису 2001 року:
| Мова            | Кількість | Відсоток |
| --------------- | --------- | -------- |
| українська      | 2946      | 95.43%   |
| російська       | 130       | 4.21%    |
| вірменська      | 4         | 0.13%    |
| білоруська      | 2         | 0.06%    |
| болгарська      | 1         | 0.04%    |
| інші/не вказали | 4         | 0.13%    |
| Усього          | 3087      | 100%     |

## Пам'ятки
- Покровська церква (1904 рік) — початково Миколаївська, монастирська скиту Пустинно-Миколаївського монастиря, зараз парафіяльна. Наразі підпорядкована Православній церкві України; до 15 грудня 2018 року Українській православній церкві Київського патріархату.
- На вулиці Жулянській с. Гатне збудований меморіал, який жителі знають, як «Танк»[25][26]; меморіал присвячено пам'яті усіх загиблих односельчан в усіх війнах 20 століття.
- Храм Покрова Божої Матері і великомученика Артемія Антіохійського, збудований у 2011 році. Храм дерев'яний, при ньому працюють недільна школа та православна бібліотека. Наразі підпорядкований Українській православній церкві (Московського Патріархату)[27].
- У сільському парку «Народний» є меморіал захисникам Київщини, загиблим під час Другої світової війни, відкритий у 2012 році[28][29].

У дворі сільської ради села є пам'ятники
- Тарасу Шевченку
- Валерію Марченку — уродженцю села, українському дисиденту-правозахиснику, літературознавцю і перекладачеві. Гранітний пам'ятник роботи скульптора Романа Захарчука відкритий 14 жовтня 2017. На обеліску з чорного граніту викарбувані слова американського президента Рональда Рейгана: «Його життя назавжди лишиться прикладом для всіх тих, кого глибоко хвилюють права українського народу»[30].

## Підприємства, що працюють
- 2005 рік — запуск виробничого комплексу «Патрон» у с. Гатне Київської області, відкриття власної лабораторії контролю якості та напрямку розробок і досліджень.

## Освіта
- У Гатному ще у 1780 році при общинній церкві Покрови Пресвятої Богородиці працювала церковнопарафіяльна школа (з Літопису Софійського собору № 372), але подальша історія стану освіти в селі в архівних матеріалах не прослідковується аж до 1861 року, коли настоятель місцевої парафії священник о. Євстафій Іоаннович Василевський, котрий служив у Гатному понад чотири десятиліття, відновив роботу школи. Школа не мала навіть окремого приміщення і заняття в 60 — роках XIX століття проходили в помешканнях селян[31].
- Навесні 1921 року через недогляд згоріла школа, що змусило під навчальний заклад переобладнати монастирську церкву[32].
- У передвоєнні роки діти Гатнянської семирічної школи навчалися у трьох пристосованих приміщеннях, віддалених одне від одного на 250—800 метрів. Перед війною із цегли церкви, зруйнованої у 1938 році, збудували нове приміщення школи.
- За німецької окупації школа була зруйнована. Одразу після звільнення села від фашистів були збиті з дощок навіси, столи, лавки, у яких відновлено навчання дітей, паралельно розпочалося будівництво школи.
- Після відвоювання села радянською армією 7 листопада 1943 року педагоги на чолі з завідувачкою початкової школи Валовненко Галиною Євтухівною залучали дітей до навчання.
- У березні 1945 року директором Гатнянської школи було призначено фронтовика Герасименка Михайла Григоровича. Разом з учителями він доклав багато зусиль до підготовки школи до нового навчального року: на період будівництва нової школи обладнано класні кімнати в шести селянських хатах.
- У 1952-1953 роках було капітально відбудовано зруйновану під час війни школу, і вже новий 1953—1954 навчальний рік розпочався у двоповерховій школі[33]
- У 1954 році Гатнянська семирічна школа була реорганізована у середню школу, у якій навчалося понад 542 учні з Гатного і сусідніх сіл (Крюківщина, Чабани, Хотів, Юріївка).
- У 1991 році розпочалося будівництво нової Гатнянської школи, яке завершилося у 1995 році[34].

## Видатні люди
- Герасименко Михайло Григорович — колишній вчитель[35], написав книгу про історію села Гатного.
- Кірієнко Олександр Вікторович (1997—2017) — солдат Збройних сил України, учасник російсько-української війни.
- Марченко Михайло Іванович — український історик, автор численних праць з історії України доби середньовіччя, перший радянський ректор Львівського університету.
- Марченко Валерій Веніамінович — онук Михайла Марченка, український дисидент-правозахисник, літературознавець і перекладач, похований у Гатному.
- Марченко Ніна Михайлівна — мати Валерія Марченка, кандидат педагогічних наук, викладач, похована поруч із сином у Гатному.
- Новицький Олекса Миколайович — український радянський поет, перекладач, заслужений працівник культури Грузинської РСР, член Спілки письменників України, колишній вчитель Гатнянської середньої школи.[джерело?]

## Засоби масової інформації
- «Рідне Гатне» — газета громади села Гатне, яка виходить з листопада 2010 року. Наклад — 2000 примірників. Засновник та видавець: ТОВ «Медіа Бренд».

## Галерея

Фасад підприємства компанії ВМ - Витратні матеріали - ТМ Патрон
Іконостас церкви Покрови Пресвятої Богородиці (ПЦУ)
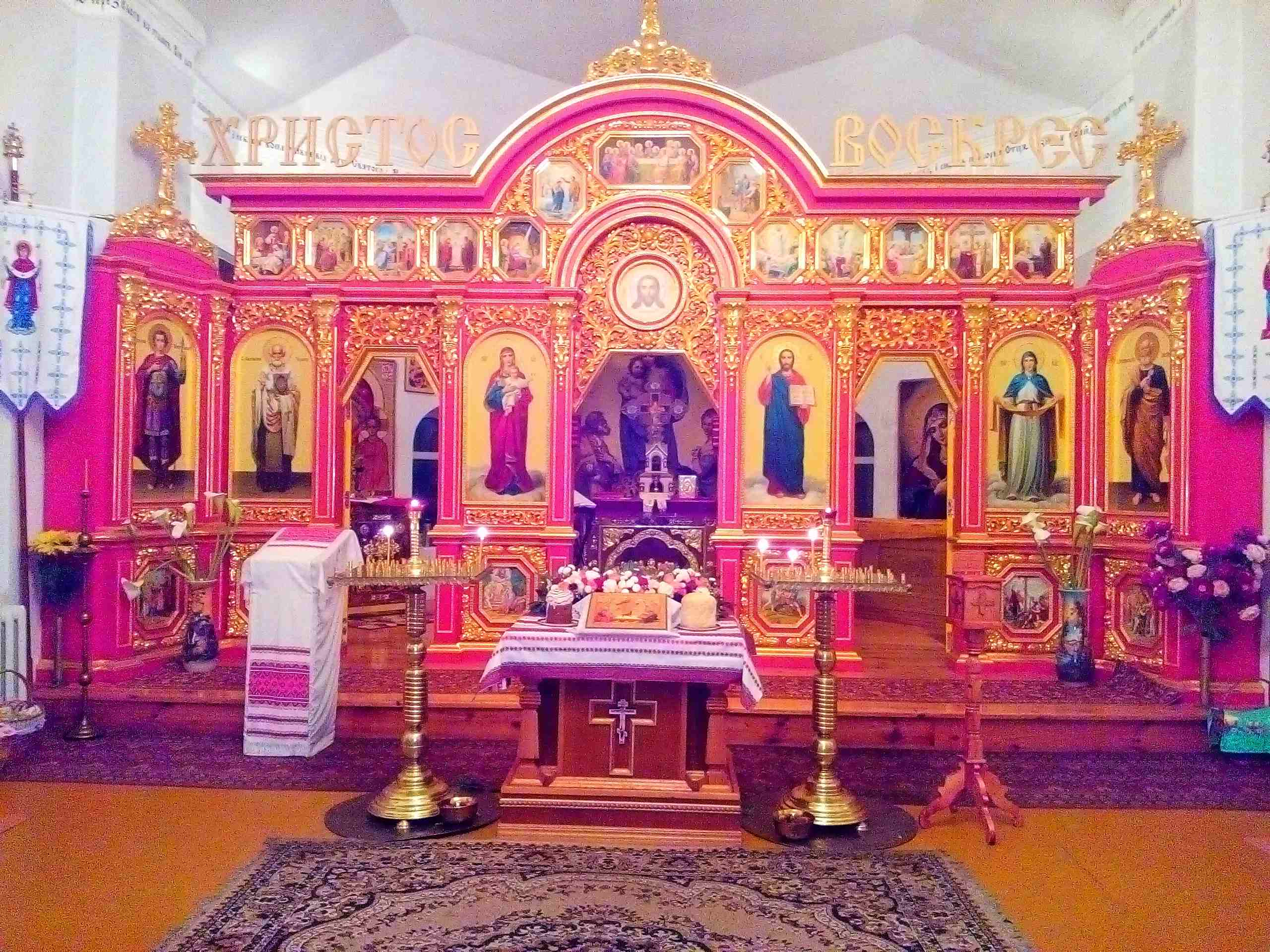
У Великодню ніч
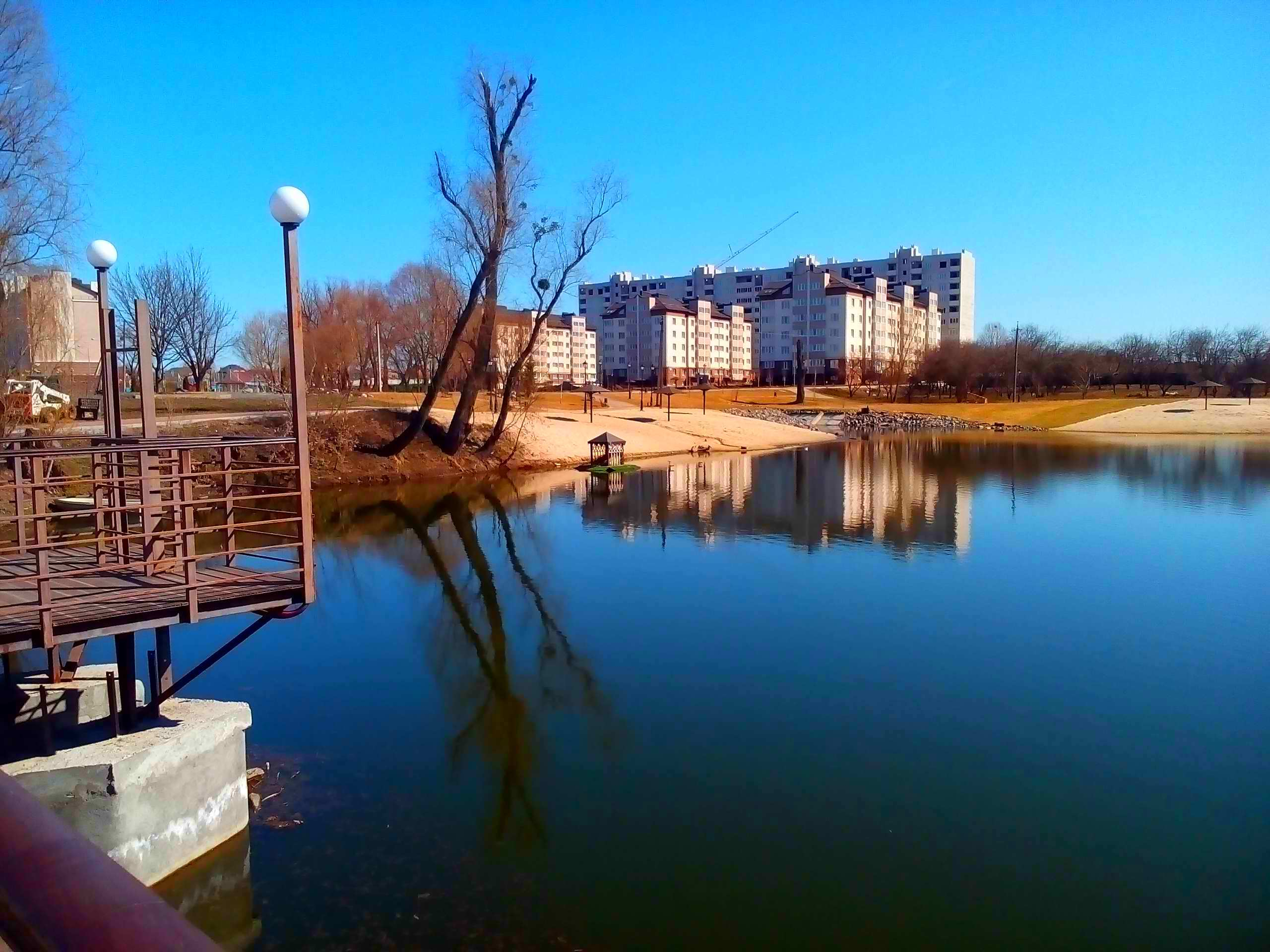
Став в селі. Вигляд на новобудови ІнтерГалБуда і хатку лебедів
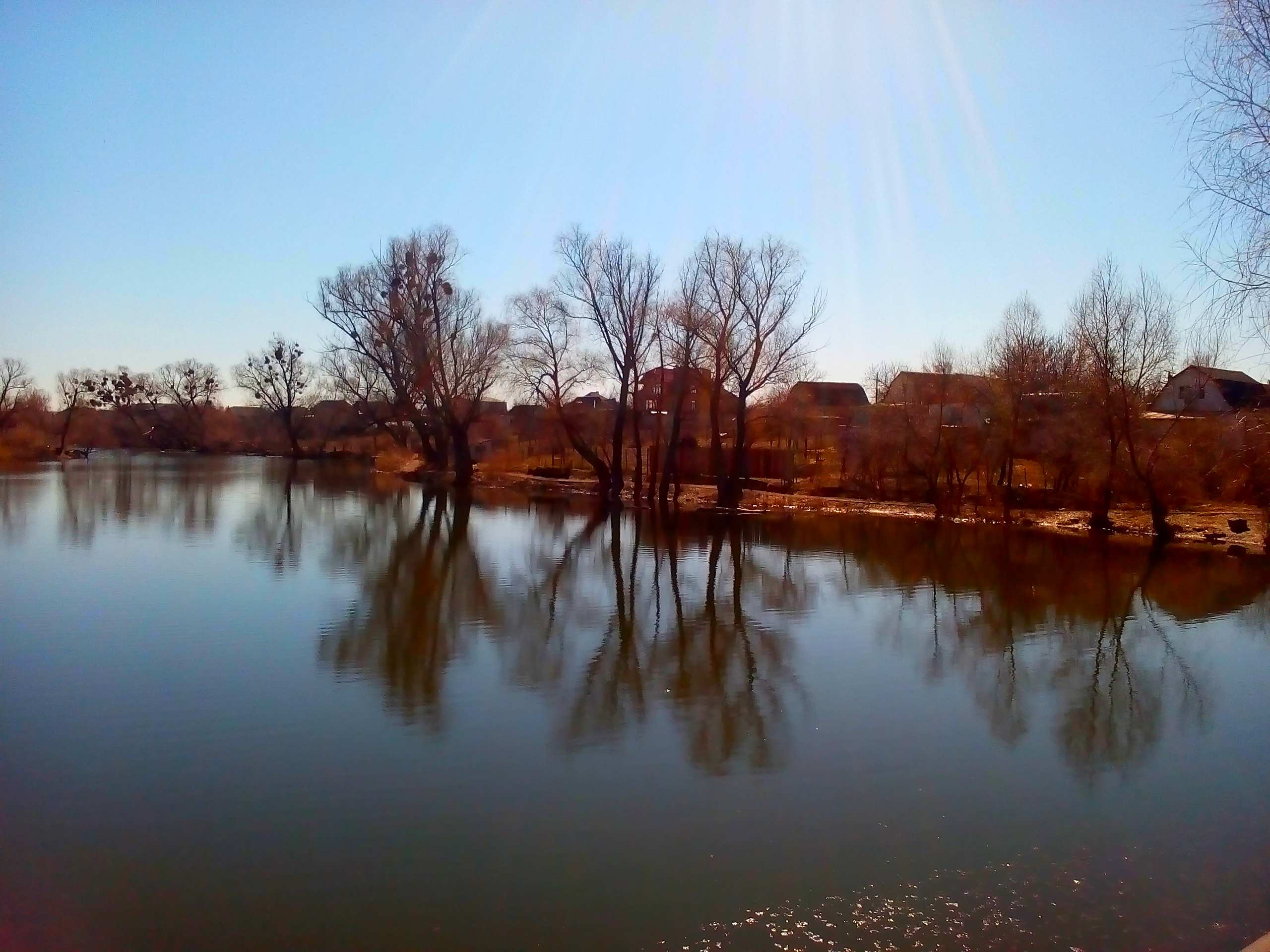
Праворуч від дамби
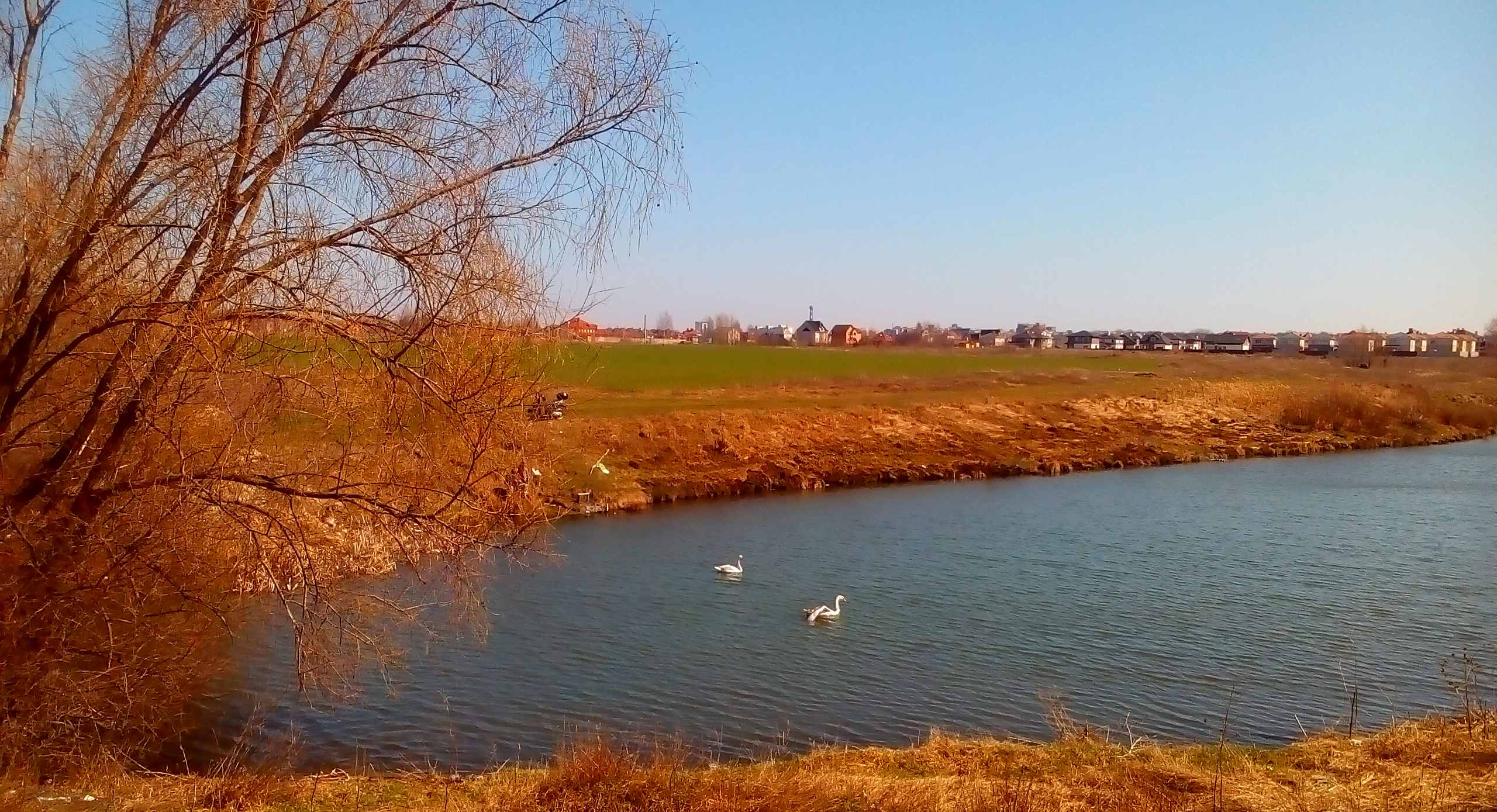
Перший став від смт Чабани (на 09.04.2018; зараз масив забудований). Молоді лебеді
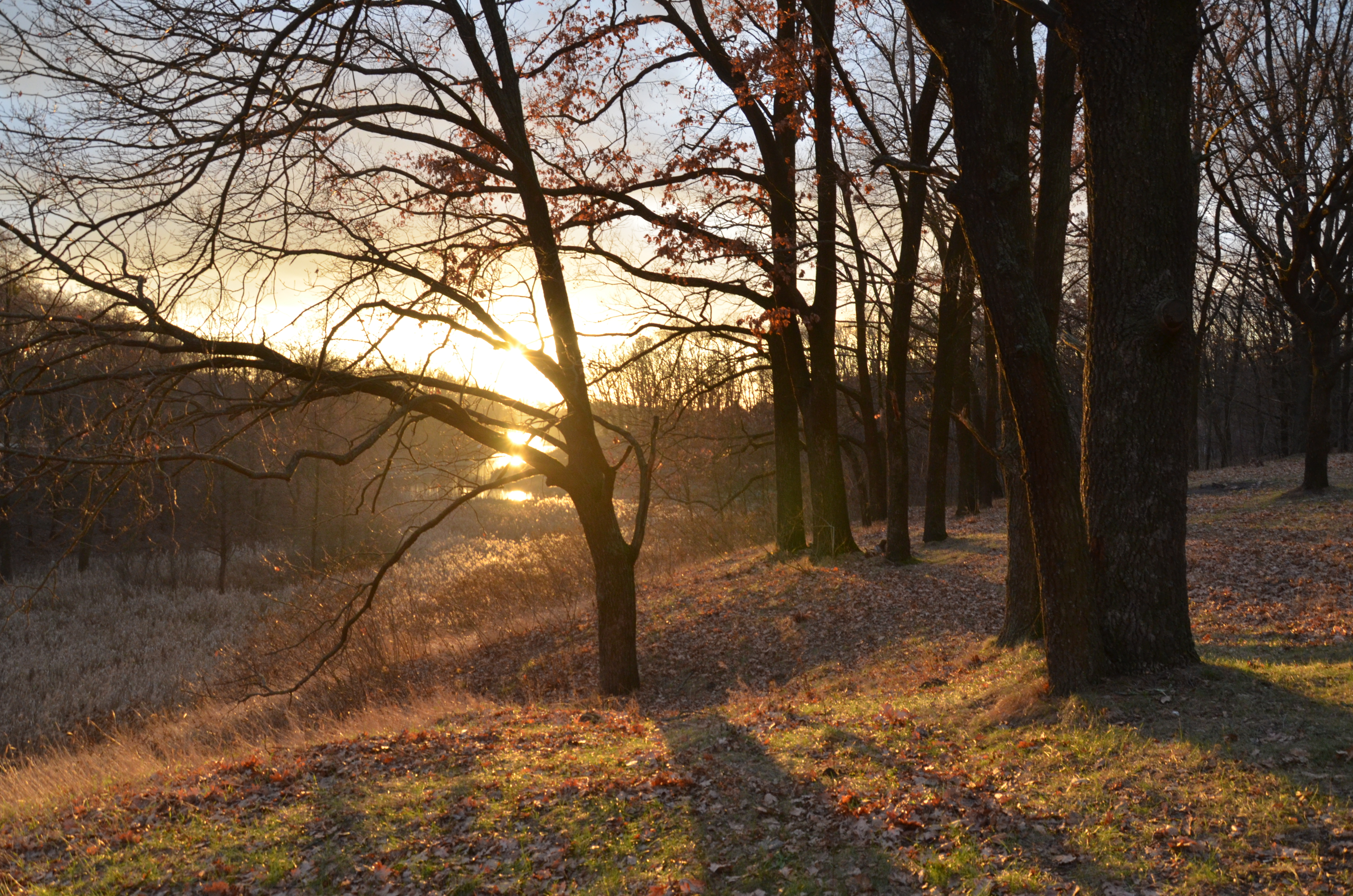
Заказник ландшафтний Озерне на околиці Гатного
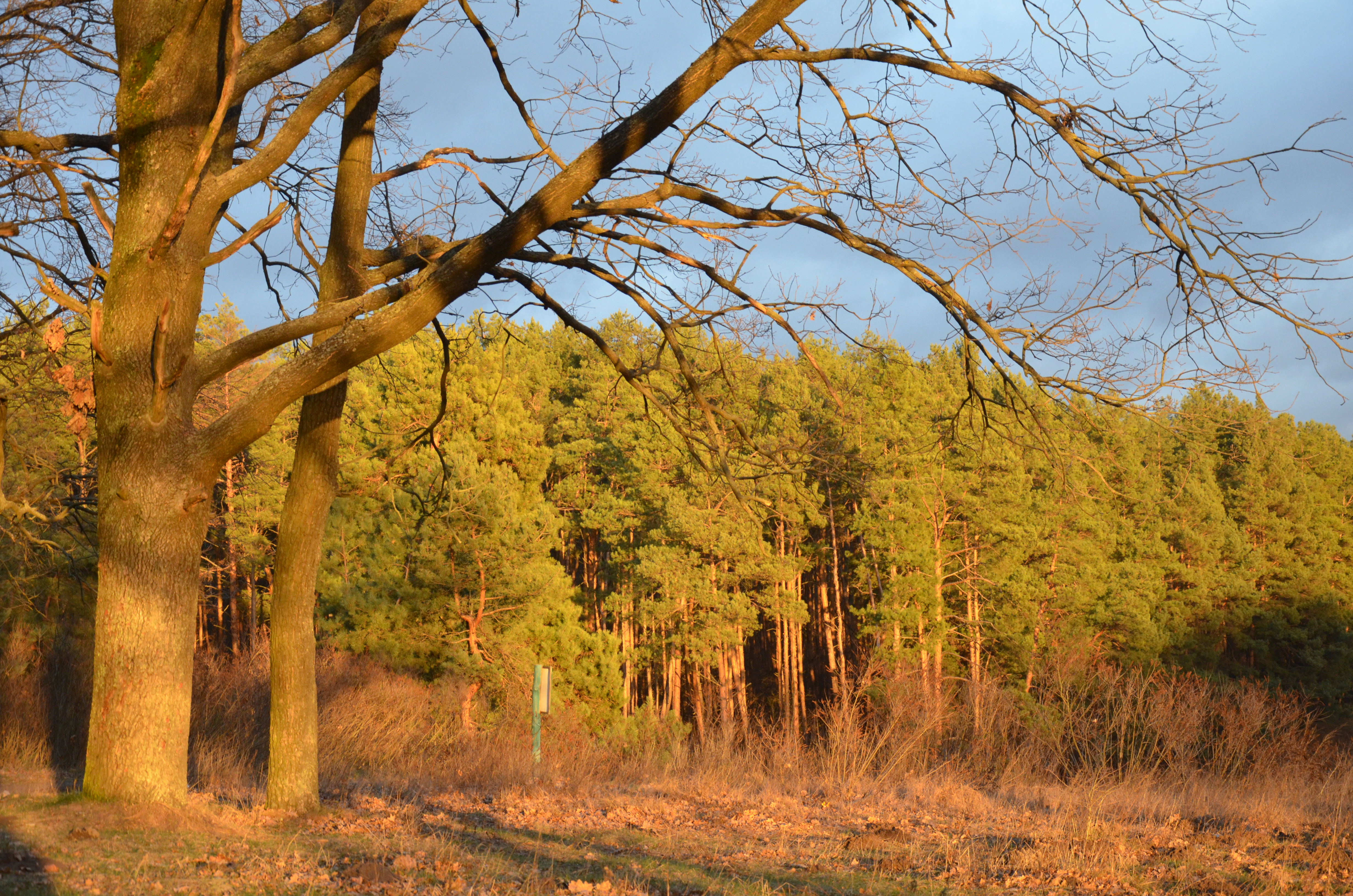
Озерне (заказник) на околиці Гатного
Гіпермаркет "МегаМаркет"
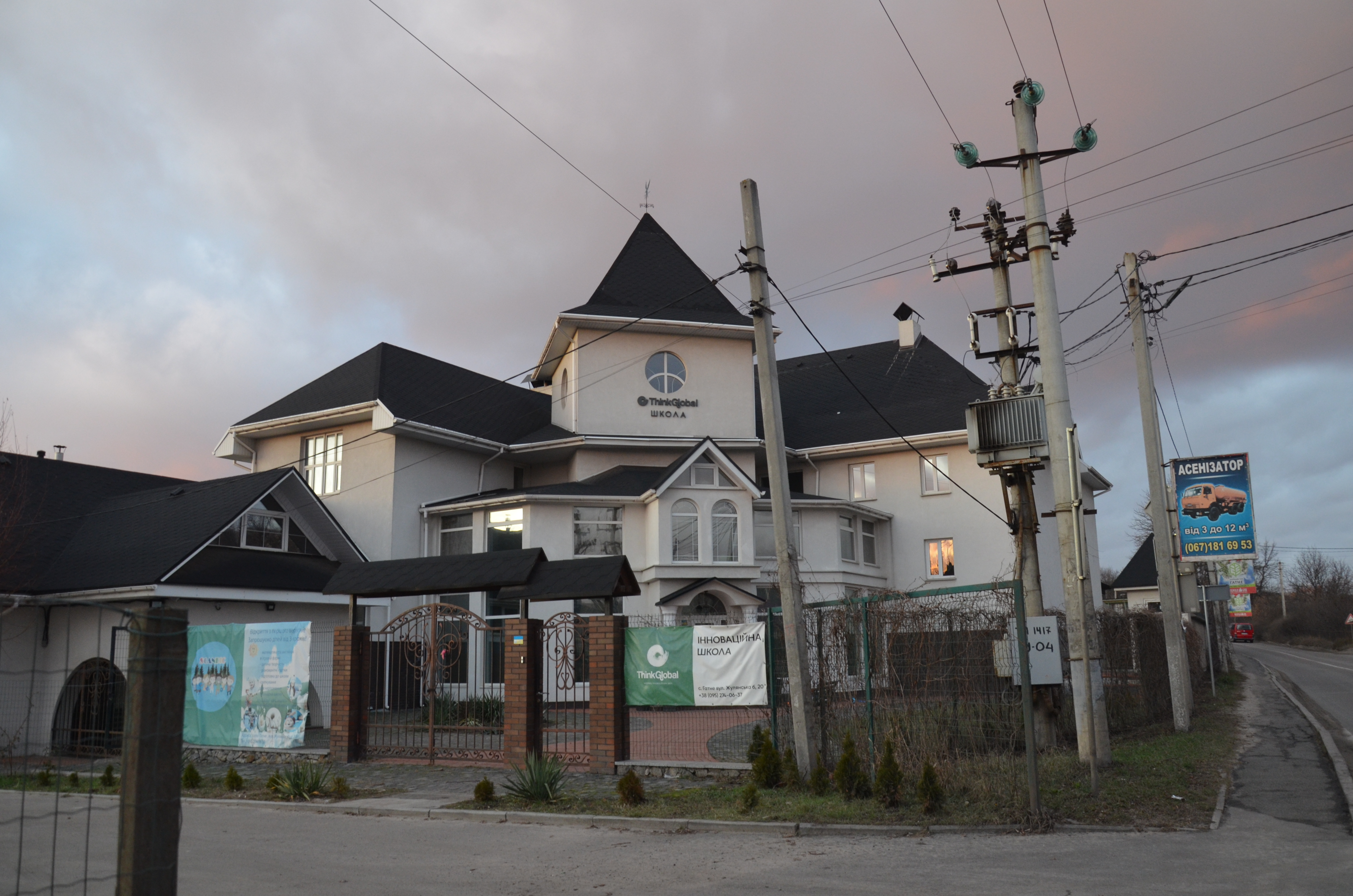
Інноваційна школа
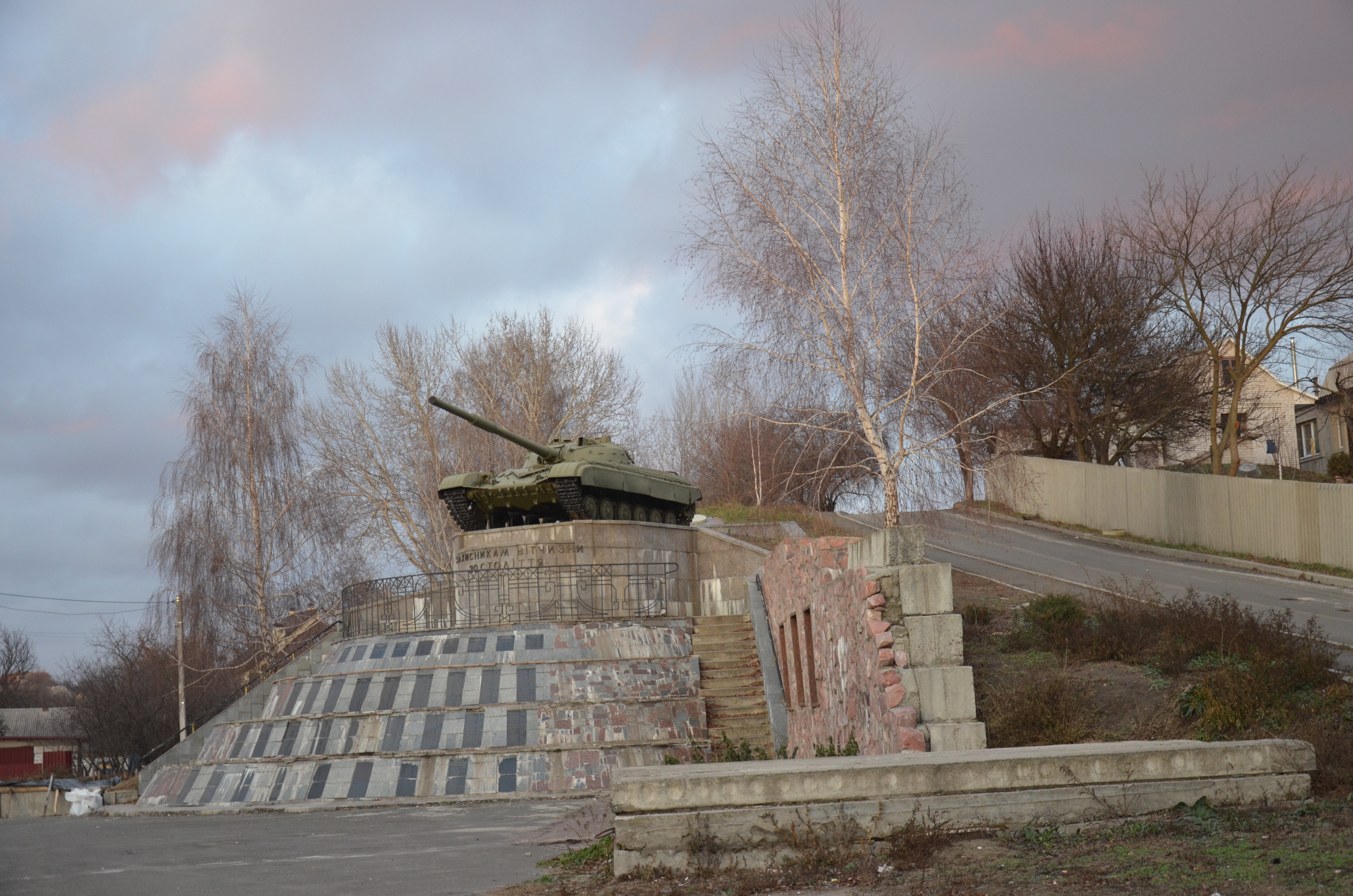
Братська могила солдат Радянської Армії, які загинули в роки Другої світової війни
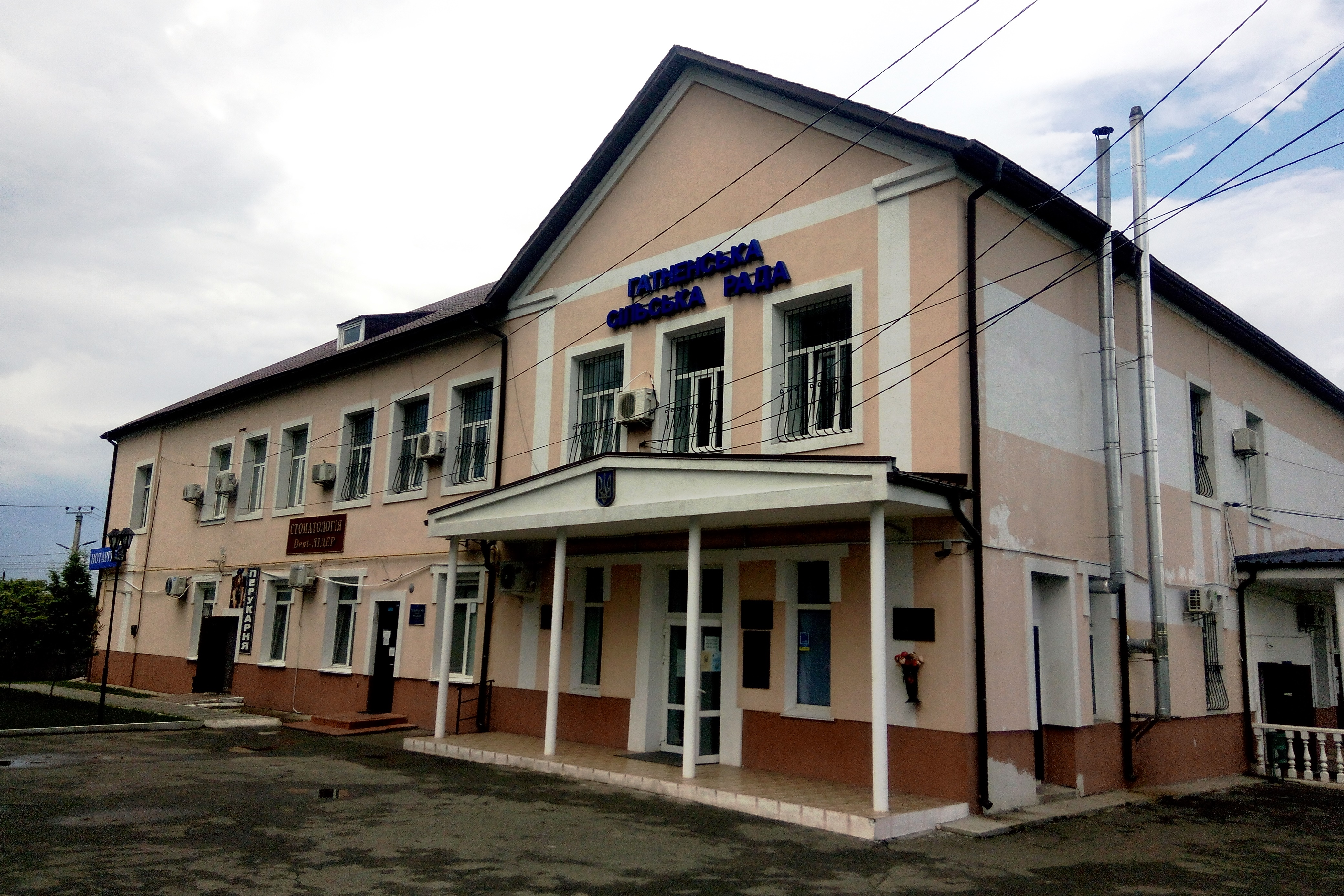
Сільська рада
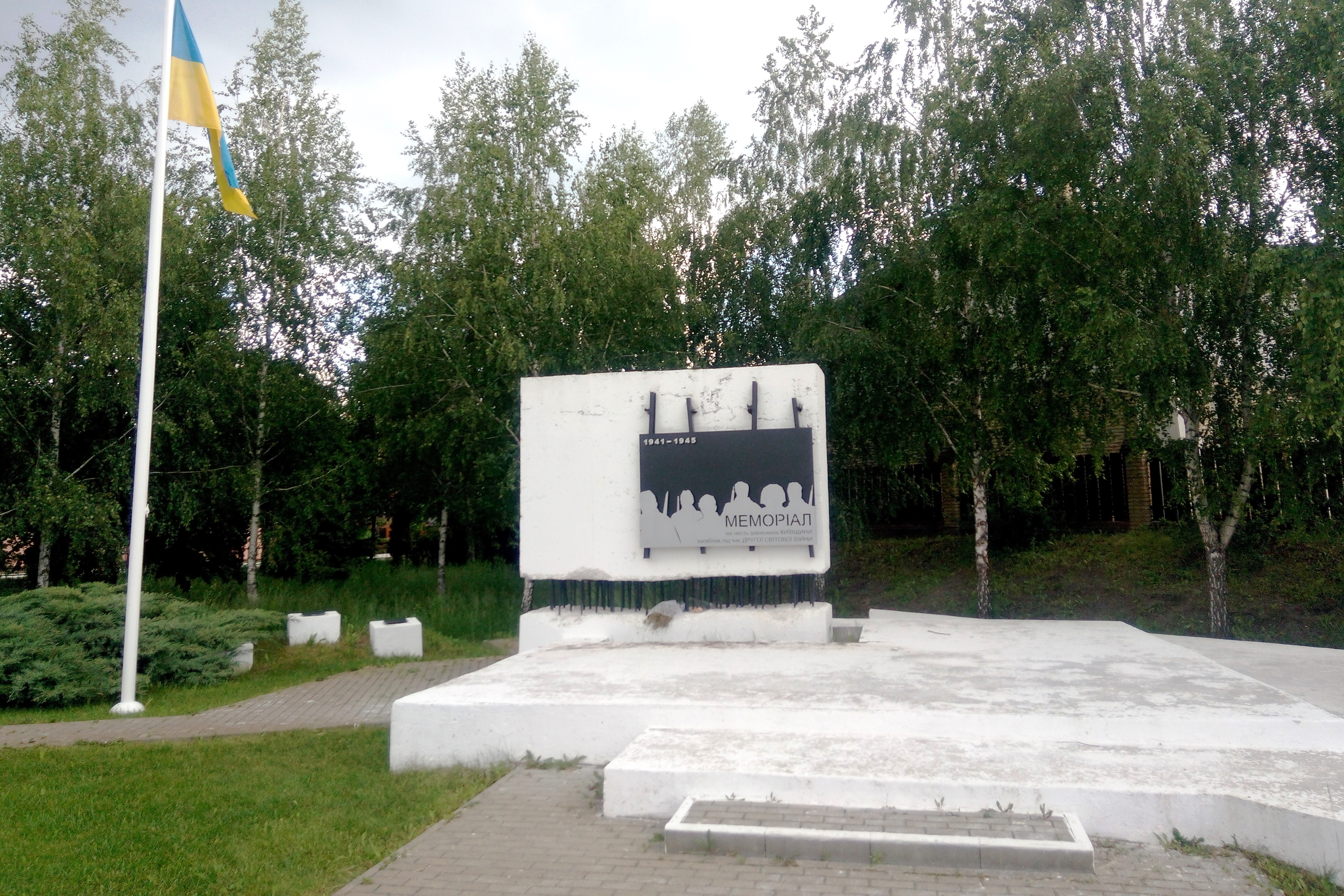
Меморіал захисникам Київщини в Народному парку
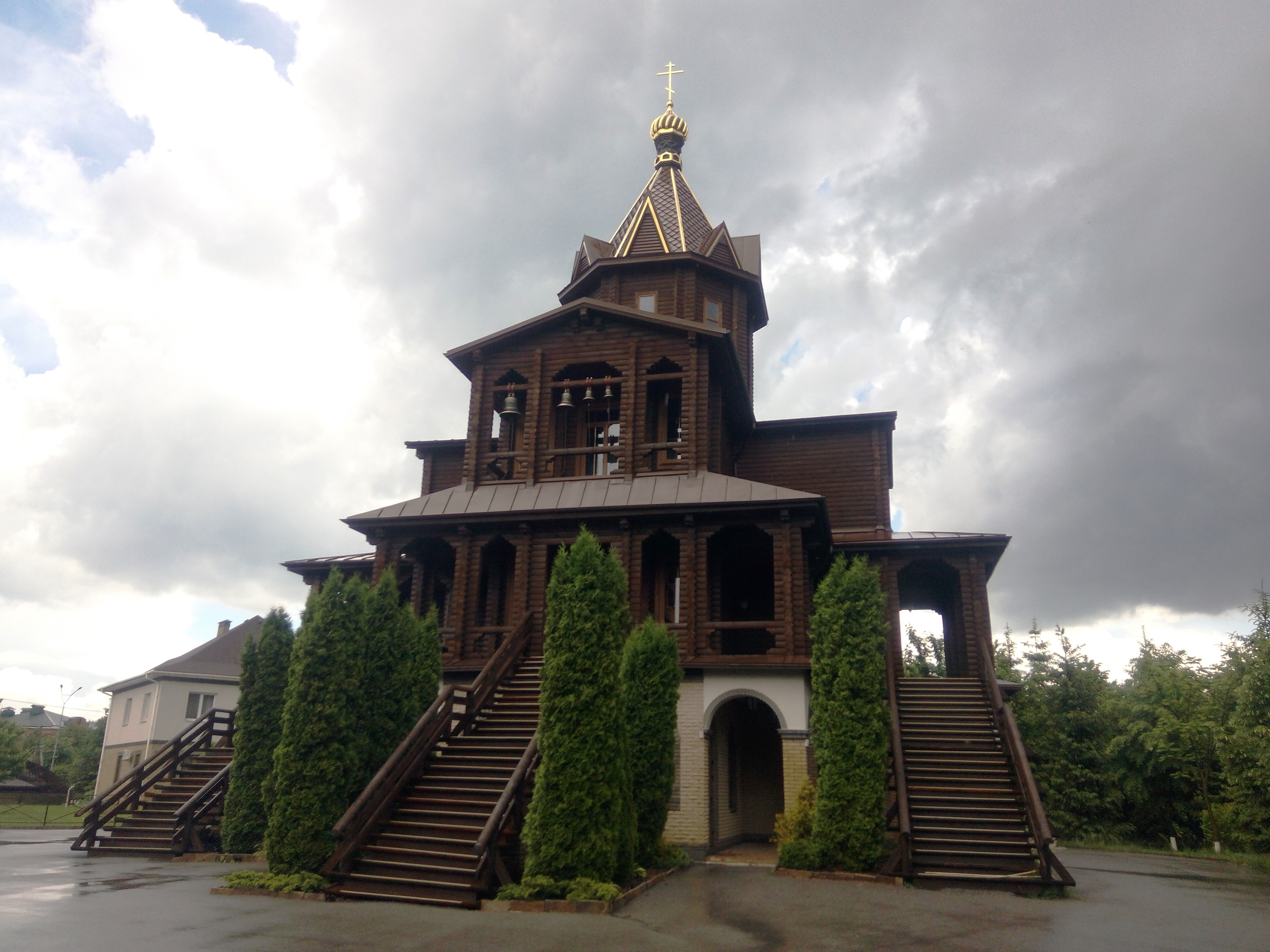
Храм Покрови Божої Матері і великомученика Артемія Антіохійського
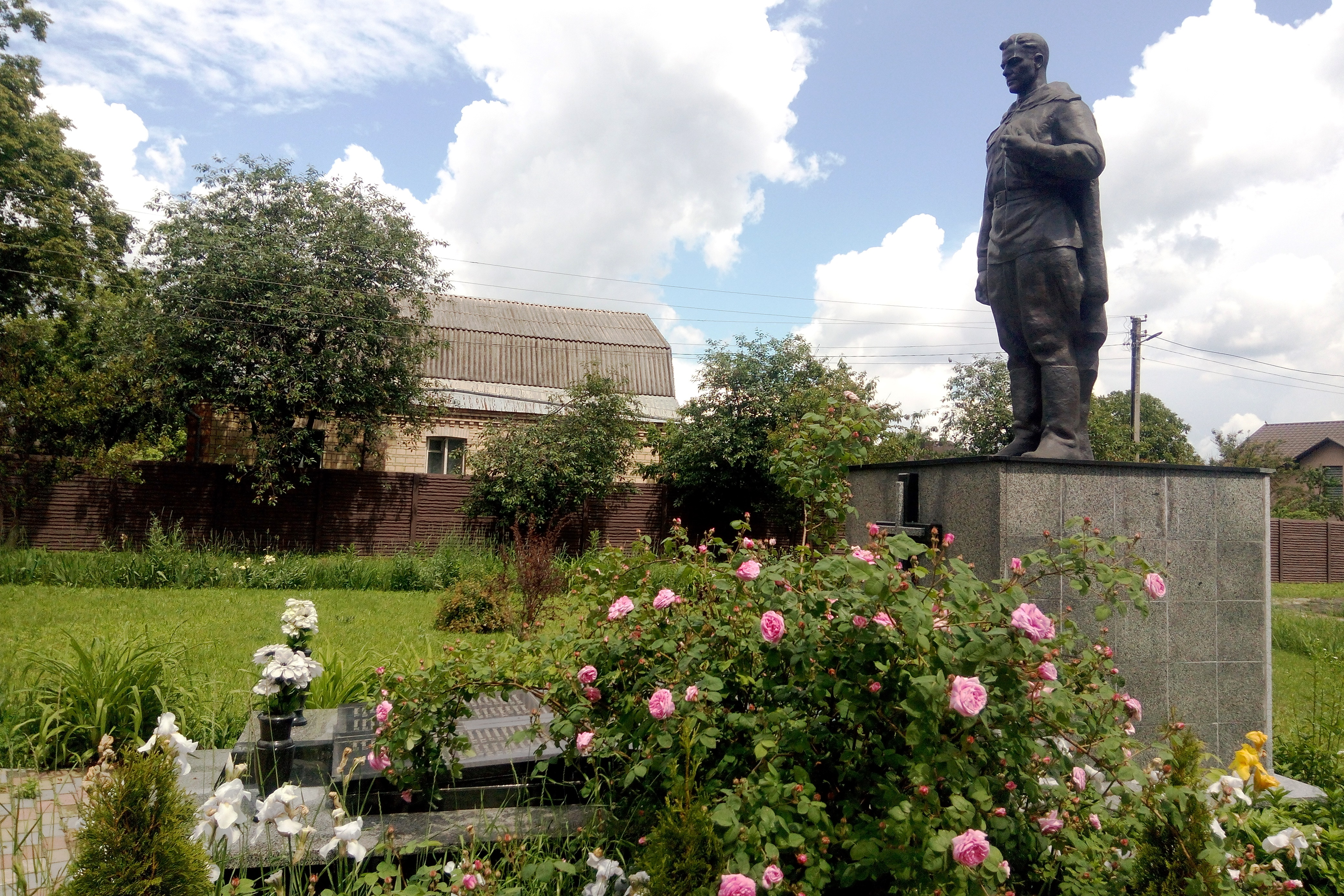
Пам'ятник на братській могилі загиблих в 1941-1943 р.р.
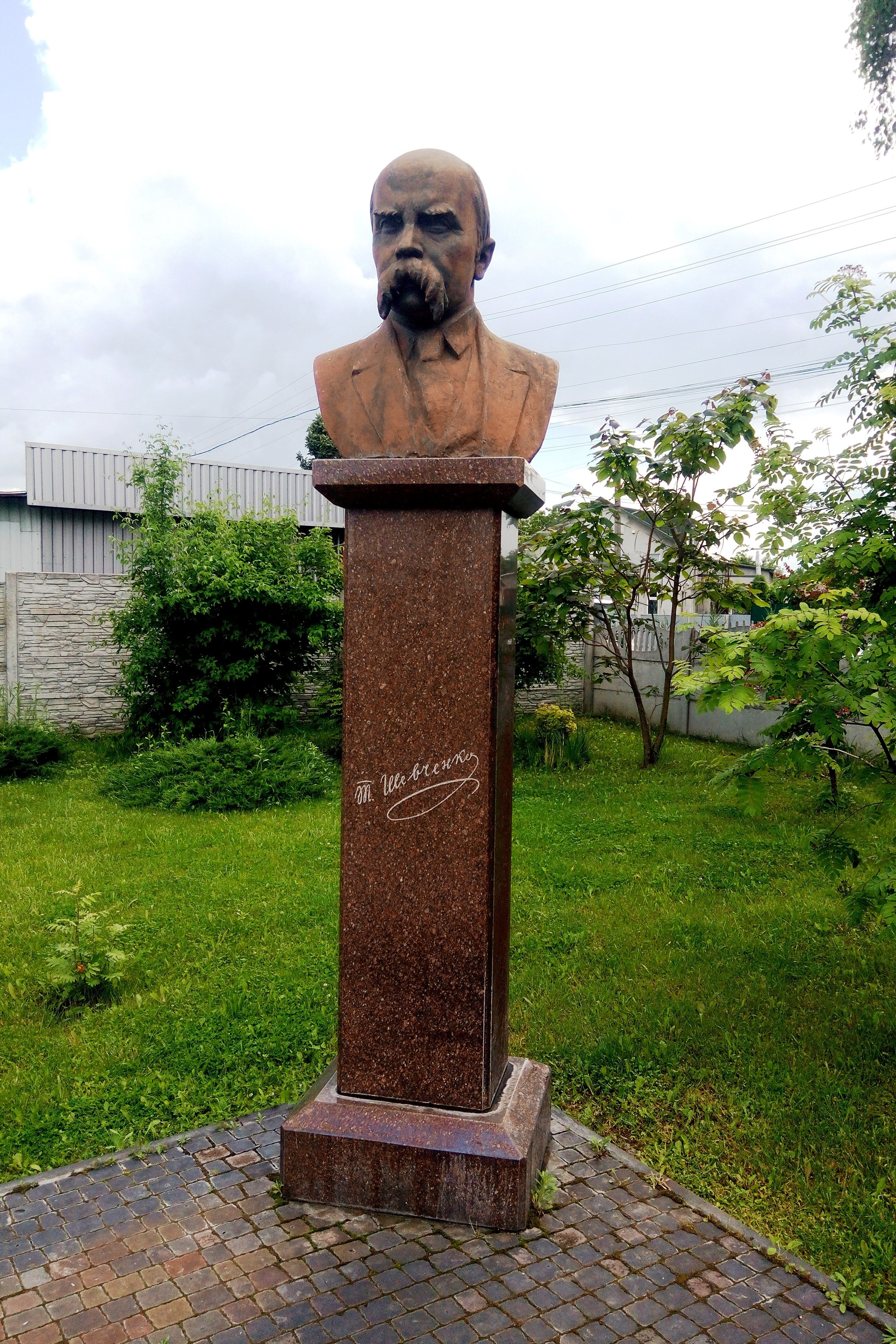
Погруддя Т.Г. Шевченка
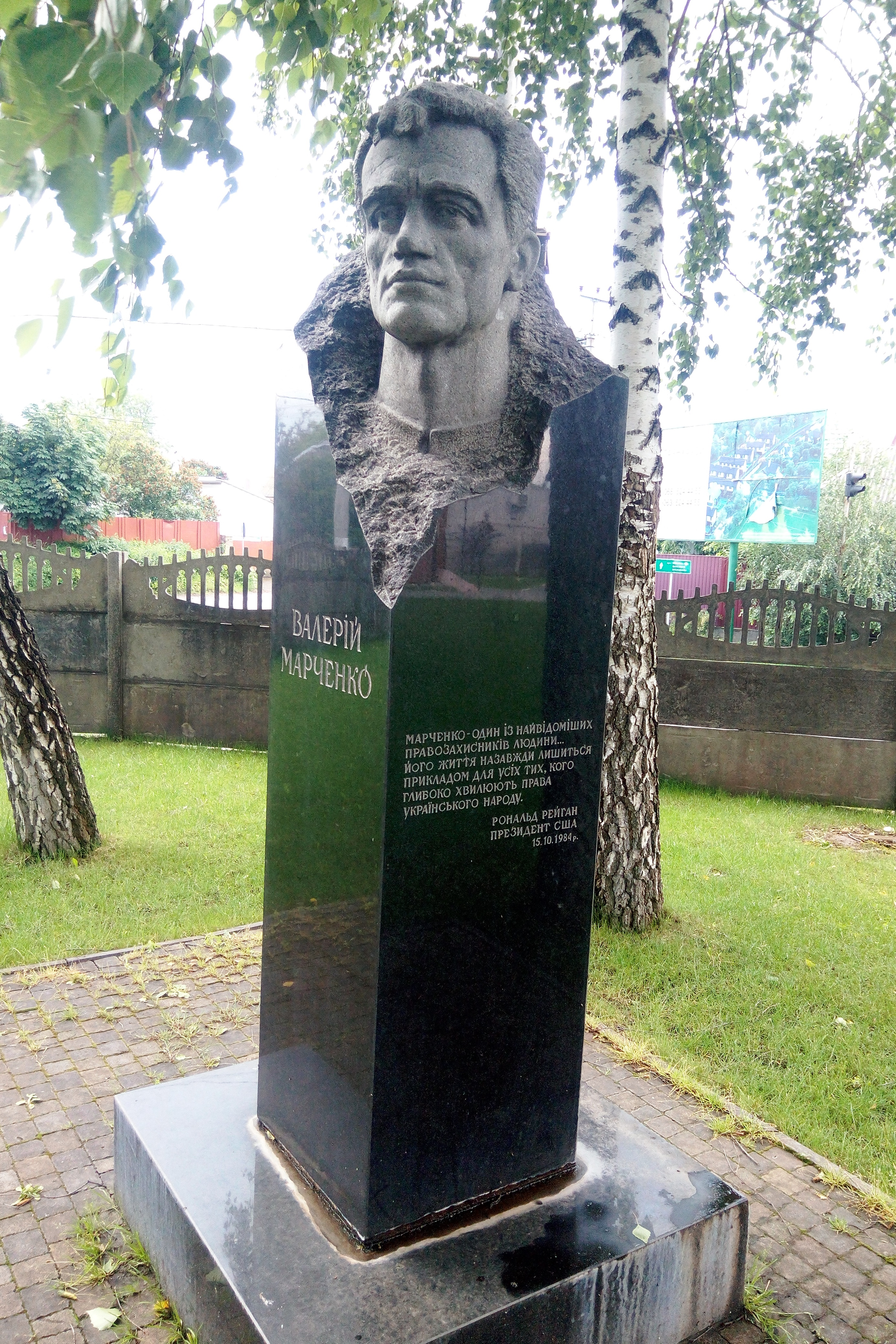
Погруддя В.В. Марченка
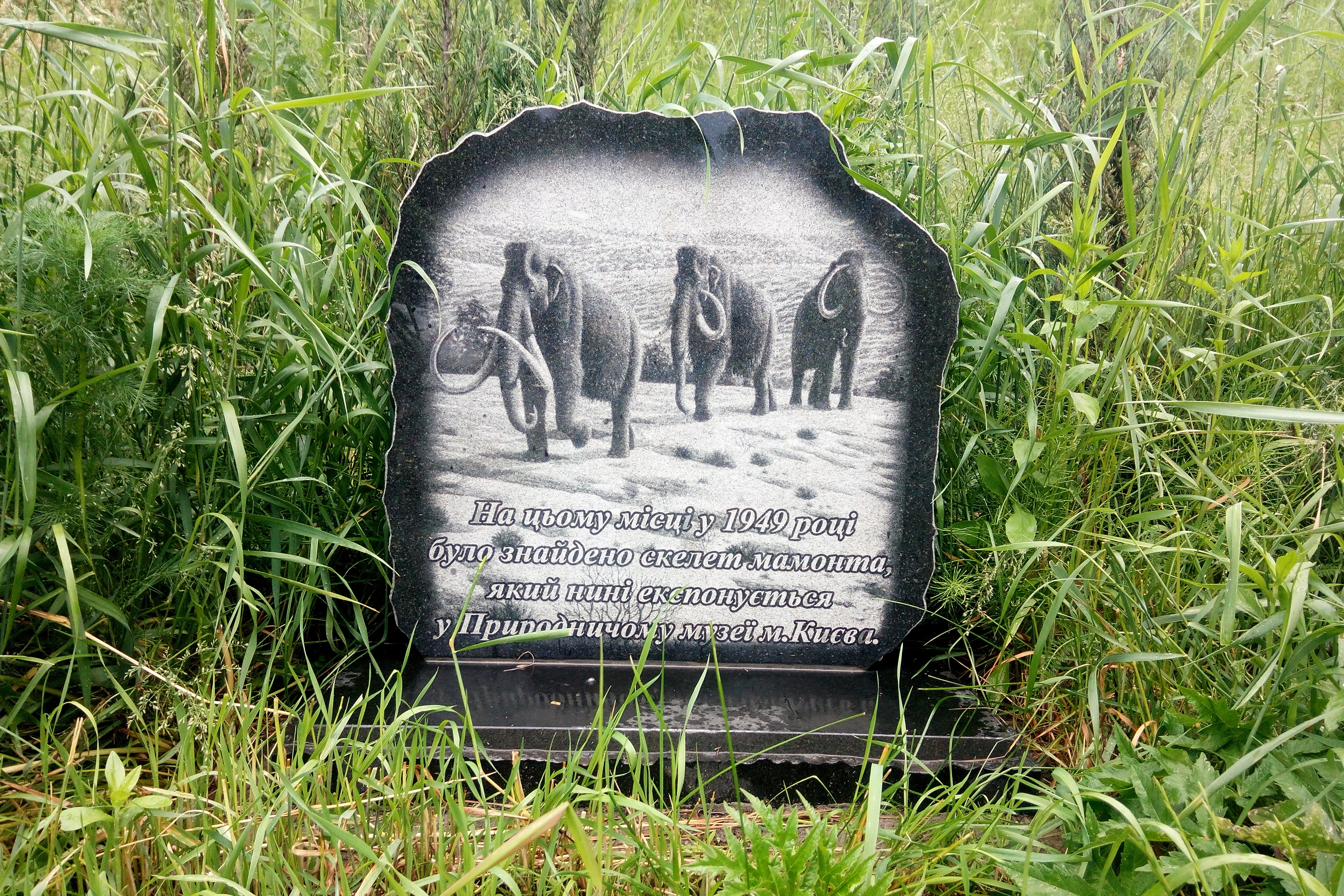
Пам'ятна плита на місці, де у 1949 р. був знайдений кістяк мамута